# Gare de Bayonne
Gare de Bayonne – stacja kolejowa w Bajonnie, w regionie Nowa Akwitania, we Francji. Znajdują się tu 3 perony.